# جورج ماكلوسكي
جورج ماكلوسكي (بالإنجليزية: George McCluskey)‏ هو لاعب كرة قدم بريطاني في مركز الهجوم، ولد في 19 سبتمبر 1957 في هميلتون في المملكة المتحدة. شارك مع منتخب اسكتلندا تحت 21 سنة لكرة القدم. أما مع النوادي، فقد لعب مع ليدز يونايتد ونادي سلتيك ونادي كلايد ونادي كيلمارنوك ونادي هيبرنيان وهاميلتون أكاديميكال.